# Taylor Dooley
Taylor Marie Dooley (* 26. Februar 1993 in Grosse Pointe, Michigan) ist eine US-amerikanische Kinderdarstellerin.

## Leben
Dooley begann mit Schauspielerei und Tanz im Theater Phönix Performance Troop und bald erschien sie in Werbespots für Famous Footwear.

## Filmografie (Auswahl)
- 2005: Die Abenteuer von Sharkboy und Lavagirl in 3-D
- 2006: Monster Night
- 2006: Apology
- 2006: Whitepaddy
- 2008: Dr. House (House M.D., Fernsehserie, Folge 5x11 Ihr Kinderlein kommet)
- 2009: The Alyson Stoner Project
- 2020: We Can Be Heroes